# Hermann Reihling
Hermann Reihling (* 10. März 1892 in Cannstatt; † 1. August 1949 in Göppingen) war ein deutscher Verwaltungsjurist und Oberbürgermeister von Geislingen an der Steige.

## Leben
Reihling studierte von 1910 bis 1914 Rechtswissenschaften in Tübingen und Berlin. Er war ab 1910 Mitglied der Studentenverbindung Akademische Gesellschaft Stuttgardia Tübingen. Er legte 1916 die erste und 1921 die zweite Staatsprüfung ab.
Er trat 1921 in die württembergische Innenverwaltung ein und war ab 1922 im württembergischen Innenministerium tätig. Er leitete von 1930 bis 1933 als Landrat das Oberamt Oberndorf. Zum 1. Mai 1933 trat er der NSDAP bei (Mitgliedsnummer 2.924.352). 1938 wurde er ins Reichsministerium des Innern abgeordnet und im selben Jahr Ministerialrat. Von 1943 bis 1945 leitete er als Amtsverweser das Landratsamt Göppingen. Er wurde 1945 auf Anordnung der US-Militärregierung entlassen und war von 1945 bis 1947 in US-Internierung.
Von 1948 bis 1949 war er parteiloser Oberbürgermeister von Geislingen an der Steige.
Reihling war evangelischer Konfession.